# سيوداد ماديرو
سيوداد ماديرو (بالإسبانية: Ciudad Madero)‏ هي مدينة في المكسيك، تقع في ولاية تاماوليباس، هي عاصمة Ciudad Madero ‏، بلغ عدد سكانها 197,216 نسمة وذلك حسب إحصائيات سنة 2010، رمزها البريدي هو 89400.

## أعلام
- إسماعيل رودريغيز
- أنطونيو سالازار
- بيدرو غيلبرتو فارغاس
- راؤول كورييل غارسيا